# Campeonato Mundial de Basquetebol Feminino de 1964
O Campeonato Mundial de Basquetebol Feminino de 1964 foi a 4ª edição do Campeonato Mundial de Basquetebol Feminino. Foi disputado no Peru, organizado pela Federação Internacional de Basquetebol (FIBA) e pela Federação Peruana de Basquetebol.

## Países Participantes
| - Argentina - Brasil - Bulgária - Chile - Tchecoslováquia | - França - Japão - Coreia do Sul - Paraguai - Peru | - União Soviética - Estados Unidos - Iugoslávia |

## Resultado

### Fase Final
| União Soviética | - | Iugoslávia      | 73 - 45 |         |
| Estados Unidos  | - | Tchecoslováquia | 31 - 50 |         |
| Iugoslávia      | - | Peru            | 71 - 45 |         |
| Tchecoslováquia | - | Bulgária        | 76 - 63 |         |
| União Soviética | - | Brasil          | 70 - 47 |         |
| Estados Unidos  | - | Peru            |         | 59 - 38 |
| Iugoslávia      | - | Brasil          |         | 52 - 66 |
| Bulgária        | - | Iugoslávia      |         | 60 - 38 |
| Tchecoslováquia | - | União Soviética |         | 35 - 70 |
| Bulgária        | - | Peru            |         | 79 - 44 |
| Estados Unidos  | - | Brasil          |         | 51 - 43 |
| União Soviética | - | Peru            |         | 80 - 41 |
| Tchecoslováquia | - | Iugoslávia      |         | 60 - 52 |
| Bulgária        | - | Brasil          |         | 60 - 49 |
| Estados Unidos  | - | União Soviética | 37 - 71 |         |
| Brasil          | - | Peru            | 95 - 36 |         |
| Estados Unidos  | - | Bulgária        |         | 42 - 46 |
| Tchecoslováquia | - | Peru            |         | 88 - 30 |
| Estados Unidos  | - | Peru            |         | 50 - 46 |
| Tchecoslováquia | - | Brasil          |         | 69 - 41 |
| Bulgária        | - | União Soviética |         | 55 - 72 |

## Classificação Final
| #  | Time            |
| -- | --------------- |
| 1  | União Soviética |
| 2  | Tchecoslováquia |
| 3  | Bulgária        |
| 4  | Estados Unidos  |
| 5  | Brasil          |
| 6  | Iugoslávia      |
| 7  | Peru            |
| 8  | Coreia do Sul   |
| 9  | Japão           |
| 10 | França          |
| 11 | Chile           |
| 12 | Paraguai        |
| 13 | Argentina       |